# Silla de director

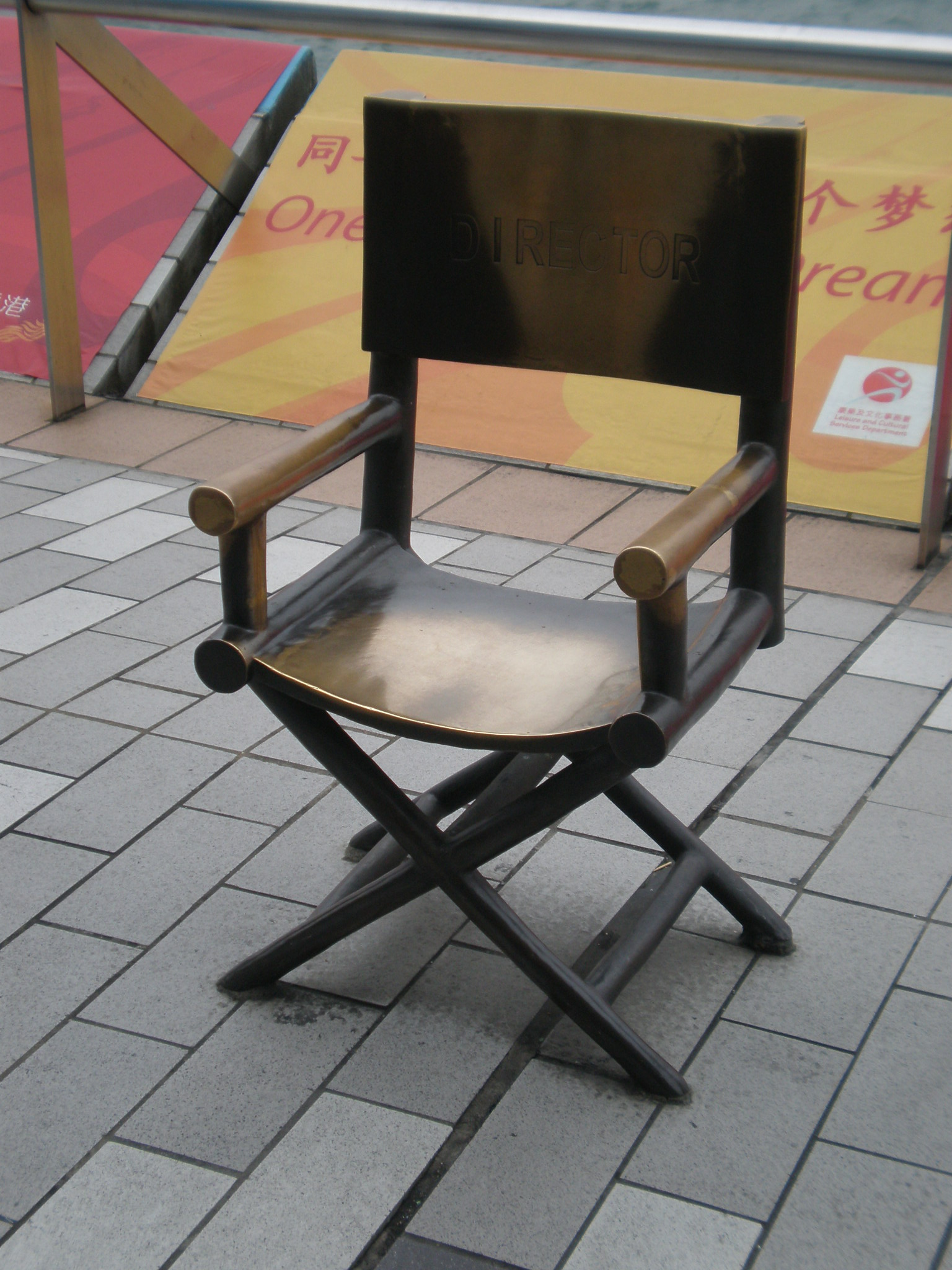
Estatua de una silla de director en Hong Kong.

Una silla de director es una silla liviana que se pliega de lado a lado con la acción de tijeras. El asiento y el respaldo están hechos de lona o una tela resistente similar que soporta todo el peso del usuario y se puede plegar; el marco está hecho de madera o, a veces, de metal o plástico. El asiento y los miembros de las tijeras trabajan juntos para soportar y distribuir el peso del usuario de modo que el asiento esté tenso cómodamente. El respaldo suele ser bajo y la silla suele tener reposabrazos. La imagen estereotipada de un director de cine en el lugar incluye una de estas sillas, de ahí el nombre. Victor Papanek describe esta silla como un excelente diseño en su libro Design for the Real World, ya que es simple e ideal para su función. El diseño se remonta a las sillas de artesanos del siglo XV y, finalmente, a la silla curul romana.
Las sillas de director de estilo americano moderno fueron presentadas por la empresa Gold Medal Camp Furniture. En 1892, el diseño clásico de la medalla de oro ganó un premio a la excelencia en el diseño de muebles informales en el período previo a la Exposición Colombina de la Feria Mundial de 1893 en Chicago. Las sillas para directores de medallas de oro ahora son fabricadas en Tennessee por The Lord's Table, Inc.